# Elasticidade de substituição constante
A elasticidade de substituição constante (Função CES), (Em inglês: Constant Elasticity of Substitution), em economia, é uma propriedade de algumas funções de produção e funções de utilidade. Especificamente, surge em um tipo particular de função agregadora que combina dois ou mais tipos de bens de consumo, ou dois ou mais tipos de insumos de produção em uma quantidade agregada.  Esta função agregadora exibe elasticidade constante de substituição. 

## Função de produção CES
A função de produção CES é uma função de produção neoclássica que exibe elasticidade constante de substituição. Em outras palavras, a tecnologia de produção tem uma porcentagem constante de mudança nas proporções do fator (por exemplo, mão de obra e capital) devido a uma alteração percentual na taxa marginal de substituição técnica.  A função de produção de dois fatores (capital, trabalho) CES introduzida por Solow, e mais tarde tornada popular por Kenneth Arrow, Hollis Chenery, Bagicha Minhas e Robert Solow é:   
{\displaystyle {\displaystyle Q=F\cdot \left(a\cdot K^{r}+(1-a)\cdot L^{r}\right)^{\frac {1}{r}}}}
Onde: 
- {\displaystyle Q} = Quantidade de saída,
- {\displaystyle F} = Fator de produtividade,
- {\displaystyle a} = Parâmetro de compartilhamento,
- {\displaystyle K}, {\displaystyle L} = Quantidades de fatores primários de produção (capital e trabalho),
- {\displaystyle r} = {\displaystyle {\frac {(s-1)}{s}}}
- {\displaystyle s} = {\displaystyle {\frac {1}{(1-r)}}} = Elasticidade de substituição.

Como o próprio nome sugere, a função de produção CES exibe elasticidade constante de substituição entre capital e trabalho. As funções Leontief, linear e Cobb-Douglas são casos especiais da função de produção CES. Isso é, 
- Se {\displaystyle r=1} temos uma função substituta linear ou perfeita;
- Se {\displaystyle r} aproxima-se de zero no limite, obtemos a função de produção do tipo Cobb-Douglas;
- Se {\displaystyle r} se aproxima do infinito negativo, obtemos uma função de Leontief ou complementa a perfeição da função de produção.

A forma geral da função de produção CES, com n entradas, é:
{\displaystyle {\displaystyle Q=F\cdot \left[\sum _{i=1}^{n}a_{i}X_{i}^{r}\ \right]^{\frac {1}{r}}}}
Onde:
- {\displaystyle Q} = Quantidade de saída
- {\displaystyle F} = Fator de produtividade
- {\displaystyle a_{i}}  = Parâmetro de compartilhamento de entrada i, {\displaystyle \sum _{i=1}^{n}a_{i}=1}
- {\displaystyle X_{i}} = Quantidades de fatores de produção (i = 1,2 ... n)
- {\displaystyle s={\frac {1}{1-r}}} = Elasticidade de substituição.

Estender a forma funcional da função CES (Solow) para acomodar múltiplos fatores de produção cria alguns problemas. No entanto, não há uma maneira completamente geral de fazer isso. Hirofumi Uzawa mostrou que as únicas funções possíveis de produção de n-fatores ({\displaystyle n>2}) com constantes elasticidades parciais de substituição exigem que todas as elasticidades entre pares de fatores sejam idênticas, ou se diferirem, todas devem ser iguais entre si e todas as elasticidades remanescentes devem ser unitárias.  Isto é verdade para qualquer função de produção. Isso significa que o uso da forma funcional CES por mais de dois fatores geralmente significa que não há elasticidade constante de substituição entre todos os fatores. 
Funções CES agrupadas são comumente encontradas em modelos de equilíbrio parcial e equilíbrio geral. Diferentes níveis de agrupamento permitem a introdução da elasticidade de substituição apropriada. 

## Função de utilidade CES
A mesma forma funcional CES surge como uma função de utilidade na teoria do consumidor. Por exemplo, se existir {\displaystyle n} tipos de bens de consumo {\displaystyle x_{i}}, em seguida, agregar consumo {\displaystyle X}, pode ser feito usando o agregador CES:
{\displaystyle {\displaystyle X=\left[\sum _{i=1}^{n}a_{i}^{\frac {1}{s}}x_{i}^{\frac {s-1}{s}}\ \right]^{\frac {s}{s-1}}}}
Aqui, novamente, os coeficientes {\displaystyle a_{i}} são parâmetros de compartilhamento e {\displaystyle s} é a elasticidade de substituição. Portanto, os bens de consumo {\displaystyle x_{i}} são substitutos perfeitos quando {\displaystyle s} se aproxima do infinito e complementos perfeitos quando {\displaystyle s} aproxima-se de zero. O agregador CES também é chamado às vezes de agregador Armington, o que foi discutido por Paul Armington (1969).
As funções de utilidade do tipo CES são um caso especial de preferências homotéticas. 
Segue-se um exemplo de uma função de utilidade CES para dois bens, {\displaystyle x} e {\displaystyle y}, com partes iguais:
{\displaystyle {\displaystyle u(x,y)=(x^{r}+y^{r})^{1/r}}}
A função de despesa neste caso é: 
{\displaystyle {\displaystyle e(p_{x},p_{y},u)=(p_{x}^{r}+p_{y}^{r})^{1/r}\cdot u,\quad r={\frac {s}{s-1}}}}
A função de utilidade indireta é o seu inverso: 
{\displaystyle {\displaystyle v(p_{x},p_{y},I)=(p_{x}^{r}+p_{y}^{r})^{-1/r}\cdot I,\quad r={\frac {s}{s-1}}}}
As funções de demanda são: 
{\displaystyle {\displaystyle x(p_{x},p_{y},I)={\frac {p_{x}^{1/(r-1)}}{p_{x}^{r/(r-1)}+p_{y}^{r/(r-1)}}}\cdot I}}
{\displaystyle {\displaystyle y(p_{x},p_{y},I)={\frac {p_{y}^{1/(r-1)}}{p_{x}^{r/(r-1)}+p_{y}^{r/(r-1)}}}\cdot I}}
Uma função de utilidade CES é um dos casos considerados por Avinash Dixit e Joseph Stiglitz (1977) em seu estudo sobre a diversidade ótima de produtos em um contexto de concorrência monopolística.
Há ainda, a diferença entre a função de utilidade CES e a função de utilidade isoelástica: a função de utilidade CES é uma função de utilidade ordinal que representa as preferências em pacotes de mercadorias de consumo seguro, enquanto a função de utilidade isoelástica é uma função de utilidade cardinal que representa as preferências nas loterias.  Uma função de utilidade CES indireta (dual) tem sido usada para derivar sistemas de demanda de marca compatíveis com a concessionária onde as demandas de categoria são determinadas endogenamente por uma função de utilidade CES indireta (dupla) de várias categorias. Mostrou-se também que as preferências das funções CES são auto-duplas e que as preferências primárias e duplas de uma função CES produzem sistemas de curvas de indiferença que podem exibir qualquer grau de convexidade.